# 마베아섬

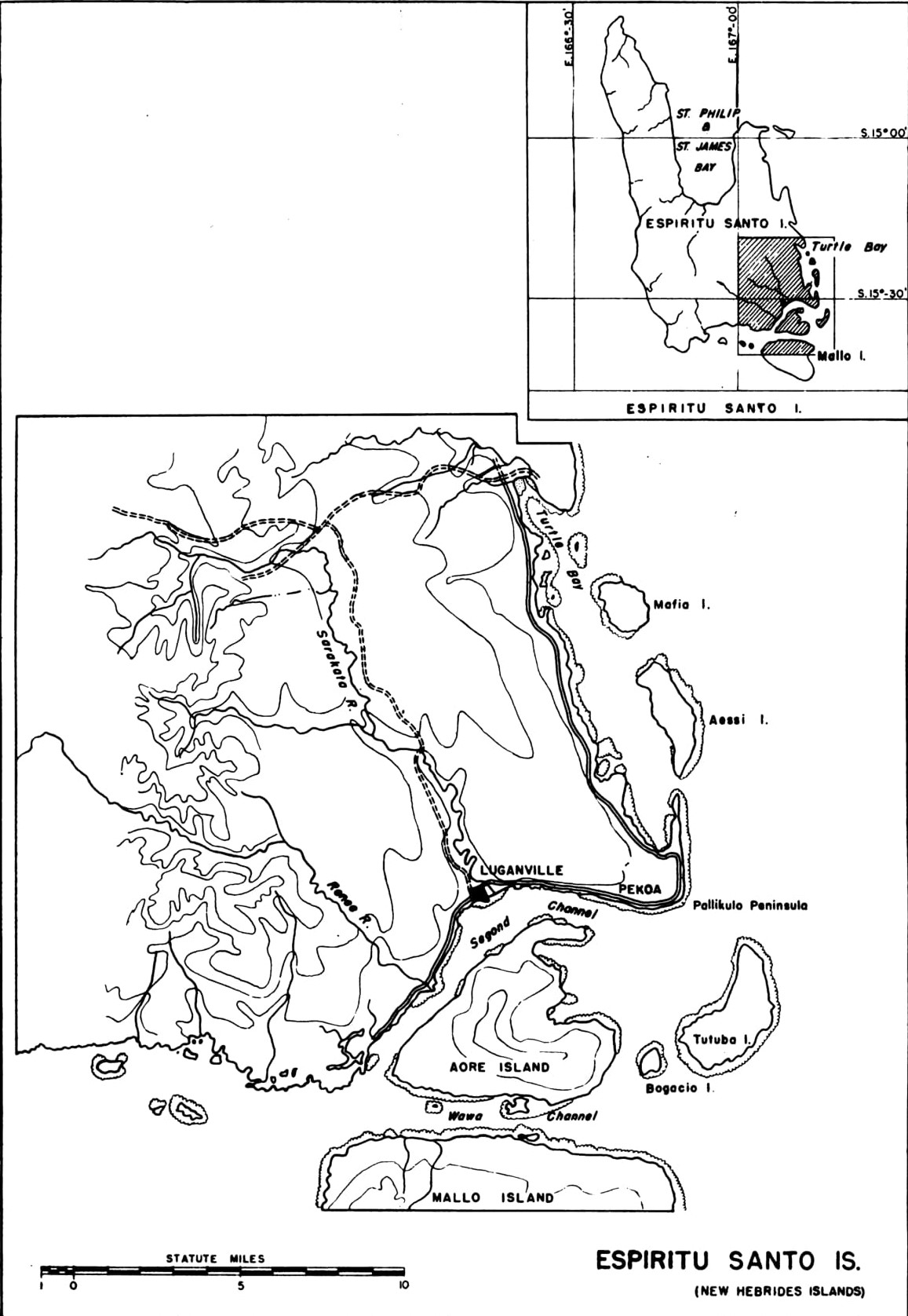

마베아섬(Mavea Island)은 태평양 바누아투 산마주의 유인도이다. 이 섬은 에스피리투산토섬의 동쪽 해안에서 떨어져있다. 해발 추산 고도는 63미터 정도이다.

## 인구
2015년 기준으로 공식 지역 인구 수는 47가구 232명이다. 30명 정도의 지역 주민들은 현재 위기에 처한 마베아어를 구사한다. T
섬을 떠나 바누아투로 향한 다른 마베아어 구사자들이 적어도 30명이 있다. 모든 마베아어 구사자들은 바누아투의 공식 언어들 가운데 하나인 비슬라마어를 할 수 있다.